# (55) Pandora
Pandora és l'asteroide núm. 55 de la sèrie, descobert a Albany per en G. Searle el 10 de setembre del 1858. És un satèl·lit un xic gros i molt brillant del cinturó principal. El seu nom prové de la Pandora mitològica, la primera dona de la mitologia grega. Saturn té un satèl·lit amb el mateix nom (Pandora).